# 아일랜드의 조세 피난처

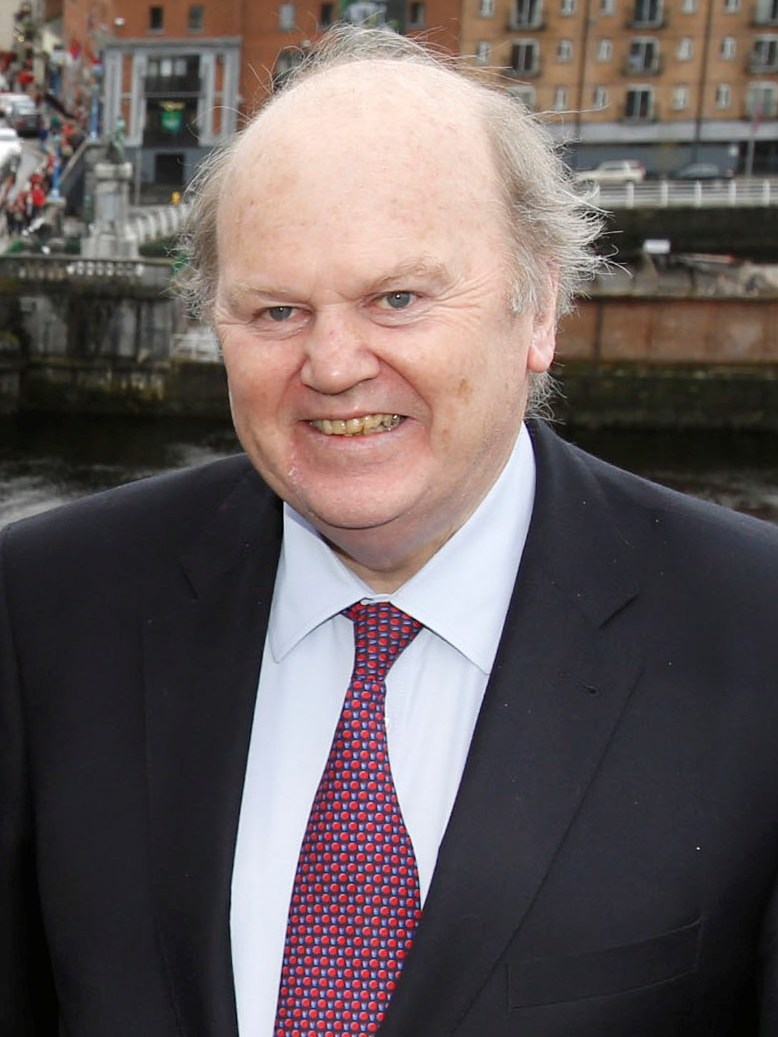

아일랜드는 조세 피난처로 유명하다. 법인세가 일반기업 상대 12.5%, 첨단 기술기업 6.25%로 다른 국가에 비해 매우 싼 조세를 요구하기 때문에 많은 유럽 지사는 아일랜드를 본부로 하는 경우가 많다. 구글, 애플, 화이자, 마이크로소프트 등의 기업들이 이에 해당한다.
아일랜드는 6.25% 법인세를 적용받으려면 5,000명 이상의 고용을 해야 한다고 의무화했으며, 그에 따라 사업장 역시 아일랜드로 몰리는 경우도 많다. 그러나 이런 구조 때문에 세계의 양극화와 빈부격차를 야기했다는 평가를 받기도 하며, 전 세계적인 문제가 되고 있다.
오늘날 아일랜드의 경제의 대부분을 쌓은 경로는 조세 회피처로서 차지하고 있다는 평가도 받으며, 세계 최고의 조세 피난처 중 하나로 지정되기도 하였다. 오늘날 아일랜드는 세계 최대의 조세 회피국이며, 카리브 제도의 많은 국가들에서 운용되는 조세 회피금을 모두 합해도 아일랜드의 조세회피금을 능가하지는 못한다.

## 역사
아일랜드가 조세 피난처로 사용된 것은 역사가 오래되었다. 아일랜드가 조세 피난처로서 사용된다는 특성 때문에 "더블 아이리시 앤 어 더치 샌드위치"(Double Irish with a Dutch Sandwich)라는 용어가 자주 사용되었다. '더치 샌드위치'에서 파생된 이 용어는 "아일랜드 두 번, 네덜란드 한 번" 이라는 뜻이다. 1980년대, 애플이 '더블 아이리시' 개념을 창안했고, 여기에 구글이 '더치 샌드위치'를 추가한 것이 그 시초다. 이 방식은 "아일랜드에 법인 둘, 네덜란드에 법인 하나, 법인세가 없는 국가에 법인 하나"를 성립해야 한다.
유럽 연합에서는 아일랜드의 조세 회피때문에 금전적 피해를 받고 있다는 보고서를 업로드하기도 하였고, 2014년, 아일랜드는 '더블 아이리시'제도를 포기하도록 압박을 받았고 결국 받아들였다. 그러나 GDP의 하락을 막기 위해서 유럽 내 최저 법인세율(12.5%)은 지키게 되었다.
2000년 4월, 국제 통화 기금에서는 학계와 OECD가 지지하는 기준에 따라 아일랜드를 "역외 금융 센터"(OFC)로 지정하였다. 아일랜드 정부는 OFC 꼬리표를 반박한 적 없으며, 아일랜드 정부에서도 아일랜드를 OFC로 명시한 문서가 있다. 그러나 OFC와 "조세 피난처"라는 용어는 종종 동의어로 간주된다.
2016년 8월, EU 집행위원회는 아일랜드가 애플의 유럽법인을 자국에 유치하는 과정에 애플에 과도한 세제혜택을 부여해 130억 유로(17조 5500억 원)의 법인세를 받지 않아 공정한 경쟁을 위배했다며 이를 다시 부과하라고 결정했다. EU 집행위원회는 3년 동안 조사를 하였는데, 애플의 아일랜드 자회사가 납부한 연간 실효 법인세율은 0.005~1% 사이였던 것으로 드러났다. 원래 아일랜드의 법인세율은 세계 최저인 12.5%인데, 이보다 더한 법인세 특혜를 제공하여 애플 자회사를 유치한 것이다.
2017년 10월 4일, EU 집행위원회는 아일랜드가 다국적 IT 공룡 기업인 애플에 부과하지 않은 법인세 130억 유로(17조 5천500억 원 상당)를 아직 추징하지 않아 아일랜드를 유럽사법재판소(ECJ)에 제소했다고 밝혔다.
2017년, 국세청은 삼성전자에 5000억원의 추징금을 부과했다. 아일랜드 법인을 통해 탈세를 했다고 보았다. 한국의 세율은 24%인데, 아일랜드는 12.5%이다.
2018년 12월, 애플은 프랑스 정부와 비밀합의를 하여 10년간 체납세금 5억 유로(6400억원)를 납부하기로 하였다. 프랑스 정부는 그동안 애플이 프랑스에서 거둔 이익에 대해 세율이 낮은 아일랜드를 경유해 과세를 피하는 방법으로 탈세하고 있다면서 애플을 압박해왔다. 애플의 유럽 본부는 아일랜드에 있다. 아일랜드의 법인세율은 세계 최저인 12.5% 인데, 프랑스의 법인세율은 33%이다.
애플의 사례는 법인세율이 낮은 아일랜드(12.5%)와 싱가포르(17%)에 이익을 분산 귀속시켜 세금을 낮추는 전략이 유효하게 작동하고 있음을 알 수 있다.
구글은 한국내 실적을 법인세율이 낮은 아일랜드, 싱가포르 등에 세운 특수목적법인(SPC)으로 돌려 '합법적 탈세'를 한다. 애플, 에르메스, 샤넬 등 외국계 기업들이 즐겨 쓰는 방식이다. 유튜브에서 나오는 광고수익은 미국 본사, 아일랜드 지사, 싱가포르 지사 중 한 곳이 유튜버와 배분하고 있다. 구글의 한국내 서비스는 싱가포르에 있는 구글아시아태평양 유한회사 서버에서 이뤄진다. 또한 플레이스토어 사업권은 아일랜드 법인이 갖고 있는 것으로 알려져 있다. 구글과 계약하는 한국내 기업들은 구글코리아가 아닌 구글아일랜드나 구글싱가포르와 주로 계약을 맺고 거래한다. 그러다보니 한국법인인 구글코리아에서 매출이 발생하지 않는다.
2019년 3월, EU 의회 금융범죄위원회는 보고서를 통해 "룩셈부르크, 벨기에, 키프로스, 헝가리, 아일랜드, 몰타, 네덜란드가 조세피난처 특징을 갖고 있다"고 지적했다.
2021년 아일랜드는 글로벌 기업의 법인세를 15%로 늘리는 것에 동참하게 되었다. 이는 거진 100년 만의 조세법 개정이나 아일랜드에서는 논박이 일었는데 글로벌 기업 법인세율을 도입하면 직원 50만 명을 고용하고 있는 약 1,556개 회사가 영향을 받으며, 도노회 장관은 만약 법인세 15% 조치를 한다면 외국인 직접 투자 감소 등의 영향으로 인해 약 20억 유로의 손실이 예상된다고 하였다. 또한 강대국에게만 유리한 법이라고 비난했다.
2024년 디지털세가 시행되면 아일랜드의 조세 회피는 더 이상 유효하지 않게 되므로, 아일랜드는 디지털세의 발효에 미국과 일본과 함께 반대했다.

## 아일랜드의 조세 회피로 인한 경제적 피해
아일랜드의 악명높은 조세회피 제도때문에 EU는 이것만으로 연간 1조 유로를 손실하고 있다는 보고서가 올라오기도 했다.
아일랜드는 약 9.6%의 GDP 연평균 성장률을 보이며 1인당 GDP에서 세계 1위 반열에 오르게 되었다. 그러나 국민의 생활 수준은 GDP에 비해 매우 낮은 것으로 취급된다. 미국의 경제 노벨상 수상자인 폴 크루그먼은 이런 현상을 "레프러콘 경제학"(Leprechaun economics) 이라고 표현하며 2017년 뉴욕 타임스에 기고하였다. 레프러콘 경제학은 아일랜드에 실질적인 변화가 없음에도 불구하고 GDP가 성장한 것이 마치 보이지 않는 요정과 같다는 의미로 비유됐다. 레프러콘은 아일랜드 민속에 등장하는 요정인데, 황금을 매우 좋아하고 그것을 수많은 곳에 숨겨놓는 것을 좋아하는 요정이다. 또 "아일랜드 경제는 부분적으로 낮은 임금과 낮은 법인세율 때문에 서유럽에서 막대한 자본 유입을 끌어들였다. 이것은 GDP 성장에 도움이 되었지만 국민 소득은 뒤처졌다. 성장의 상당 부분이 외국인 투자자에게 돌아갔기 때문이다"라는 내용도 2017년 뉴욕타임즈에 기고했다. 아일랜드인들은 아일랜드의 경제성장률을 보고 스스로 "켈트의 호랑이"라고 부르지만, 이러한 경제성장은 사실 환상이라는 뜻이다. 네빈경제연구소의 톰 힐리 소장은 "1930년대 소련에서도 나오기 힘든 성장률 수치"라고 비꼬기도 했다. 이코노미스트의 짐 파워는 인디펜던트와의 인터뷰에서 "실질적인 고용률과 국민 소비율 등을 살펴보면 아일랜드 경제의 실질적인 성장률은 4~4.5% 수준으로 추정된다"고 말했다.
아일랜드의 GDP 성장률이 실제보다 과장됐다는 분석은 여러 경제학자들을 통해 이루어진다. 심지어 아일랜드 국민들도 체감경기와 동떨어진 GDP성장률을 비판적으로 바라보고 있다. 경제전문가들은 “아일랜드 경제 상황을 현실 그대로 파악하려면 성장률 외에 다른 수치를 더 들여다봐야 한다”고 강조하기도 했다.

## 같이 보기
- 미국의 조세 피난처